# Iztapalapa
Iztapalapa là một đô thị thuộc bang Distrito Federal, México. Năm 2005, dân số của đô thị này là 1820888 người.